# ووهلسبورن
ووهلسبورن (به آلمانی: Wohlsborn) یک شهر در آلمان است که در وایمارر لاند واقع شده‌است. ووهلسبورن ۵۲۶ نفر جمعیت دارد.